# 16 грудня
16 грудня — 350-й день року (351-й у високосні роки) у григоріанському календарі. До кінця року залишається 15 днів.

## Свята і пам'ятні дні

### Національні
- Казахстан: День незалежності Казахстану
- Азербайджан: День працівників МНС Азербайджану
- Бахрейн: Національний день
- Індія: День Перемоги.
- Бангладеш: День Перемоги.
- Таїланд: Національний день спорту.

### Релігійні

#### Західне християнство
- Пам'ять блаженної Марії від Ангелів[en];
- Пам'ять святих Адельгейди Бургундської та Альбіни Кесарійської[en];
- Пам'ять Ральфа Адамс Крама[en], Річарда Апджона[en] і Джона Ла Фаржа[en] (Єпископальна церква).

#### Східне християнство[1]
- Пам'ять святого пророка Огія;
- Пам'ять блаженної цариці Теофанії;
- Память мученика Марина Римського.

## Іменини
✝  Католицькі: Адельгейда, Альбіна, Маріанна (Марія).
✙ Православні: Марин, Огій (Аггей), Теофанія.

## Події
- 1431 — король Англії Генріх VI коронований королем Франції в Парижі.
- 1497 — Васко да Гама обігнув Мис Доброї Надії, першим із європейців пройшовши в Індійський океан.
- 1631 — сильне виверження Везувію.
- 1637 — Бій повстанців під проводом Павла Бута (Павлюка) під Кумейками з армією Речі Посполитої.
- 1773 — т. зв. «Бостонське чаювання» (мешканці Бостона викинули в море вантаж чаю з англійського судна на знак протесту проти митної політики Великої Британії); ця подія призвела до американської війни за незалежність
- 1809 — Наполеон розлучився з імператрицею Жозефіною Богарне, оскільки вона не народила дітей.
- 1838 — бій бурів із зулусами на річці Нкоме (після битви названа Кривавою).
- 1880 — початок Першої англо-бурської війни.
- 1899 — в Італії засновано футбольний клуб «Мілан», один з найтитулованіших клубів за всю історію світового футболу.
- 1913 — на студії «Кістоун Філм» молодий британський актор Чарлі Чаплін почав зніматися у своєму першому фільмі «Боротьба за життя», в якому зіграв маленького вусатого шахрая з моноклем.
- 1970 — ухвалена Конвенція про боротьбу з незаконним захопленням повітряних суден (Гаазька конвенція 1970 р.)
- 1979 — уперше людина подолала звуковий бар'єр, пересуваючись по поверхні Землі (американський автогонщик Стен Барретт).
- 1989 — у Соціалістичній Республіці Румунії розпочались антикомуністичні протести, які призвели до повалення диктатури Ніколае Чаушеску
- 1991 — Верховна Рада Казахстану ухвалила закон про незалежність Республіки Казахстан
- 1991 — Туреччина визнала незалежність України.
- 1996 — перший політ важкого військово-транспортного літака короткого зльоту і посадки українського виробництва Ан-70
- 2014 — Росія розірвала двосторонню угоду з США від 1991 по співпраці у сфері контролю за ядерними відходами. Згідно цій угоді, яка весь час лишалася секретною, США допомагали Росії у забезпеченні безпеки зберігання збройових урану і плутонію, щоб запобігти їх розкрадання і потрапляння на чорний ринок ядерних матеріалів. США інвестували у відповідну російську інфраструктуру більше 2 млрд доларів.

## Народились
Дивись також Категорія:Народились 16 грудня
- 1364 — Мануїл III Великий Комнін (пом. 1417), імператор Трапезунда.
- 1485 — Катерина Арагонська (пом. 1536), королева Англії, перша дружина Генріха VIII.
- 1534 — Ханс Бол (пом. 1593), фламандський живописець.
- 1742 — Гебхард Леберехт фон Блюхер (пом. 1819), прусський фельдмаршал, учасник Наполеонівських воєн.
- 1770 — Людвіг ван Бетховен, німецький композитор, диригент і піаніст, один з найзнаменитіших і важливих композиторів історії музики, спадщина якого мала визначальний вплив на подальший розвиток цього мистецтва.
- 1775 — Джейн Остін, англійська письменниця.
- 1776 — Йоганн Вільгельм Ріттер (пом. 1810), німецький хімік і фізик, що відкрив ультрафіолетове випромінювання.
- 1790 — Леопольд I, король Бельгії з 1831.
- 1833 — Макс Ліндер, відомий французький актор-комік, один з найпопулярніших «королів сміху» часів німого кіно. Сценарист, режисер та художній керівник багатьох короткометражних фільмів. Президент Асоціації кіноакторів (1925 рік).
- 1836 — Ернст фон Бергманн, німецький хірург, основоположник асептики, автор одних з перших класичних настанов з проблем нейрохірургії та військово-польової хірургії.
- 1857 — Едвард Емерсон Барнард, американський астроном, який одержав численні знімки Чумацького Шляху, галактик і зоряних скупчень. Відкрив супутник Юпітера Амальтею й кілька комет. Досліджував темні туманності.
- 1863 — Джордж Сантаяна, американський філософ і письменник іспанського походження.
- 1866 — Василь Кандинський, живописець, графік і теоретик мистецтва, основоположник абстракціонізму.
- 1878 — Жузеп Клара, іспанський скульптор.
- 1882 — Золтан Кодай, угорський композитор і музикознавець.
- 1896 — Варвара Чередниченко, українська письменниця.
- 1900 — Ананій Теодорович, український церковний діяч.
- 1917 — Артур Чарльз Кларк, англійський письменник-фантаст, учений-футуролог, винахідник, співавтор (зі Стенлі Кубриком) фільму «Космічна одіссея 2001».
- 1918 — Ніна Алісова, українська радянська акторка театру та кіно («Безприданниця» (1937), «Райдуга» (1943), «Тіні забутих предків» (1964), «Криниця для спраглих» (1965).
- 1928 — Філіп Дік, американський письменник-фантаст.
- 1946 — Олександр Некрасов, український композитор.
- 1946 — Бенні Андерссон, шведський композитор, музикант, продюсер та співак. Найбільш відомий як учасник групи ABBA.
- 1947 — Бен Кросс, британський театральний та кіноактор.
- 1952 — Мирослав Мамчак, український морський офіцер, громадський діяч, публіцист, журналіст, дослідник історії українського флоту, керівник телерадіокомпанії ВМС України «Бриз» (1994—2010).
- 1955 — Ксандер Берклі, американський актор.
- 1958 — Ярослав Мука, актор Львівського драматичного театру імені Марії Заньковецької, народний артист України.
- 1961 — Шейн Блек, американський режисер, сценарист та актор.
- 1971 — Пол ван Дайк, DJ у напрямку транс.
- 1972 — Павло Шкапенко, український футболіст.
- 1972 — Майкл Маккері, американський співак в стилі ритм-енд-блюз («Boyz II Men»).

## Померли
Дивись також Категорія:Померли 16 грудня
- 1583 — Іван Федоров, першодрукар, у Львові (у ніч проти 16 грудня).
- 1847 — Олексій Венеціанов, російський художник грецько-українського походження, учень Володимира Боровиковського.
- 1859 — Вільгельм Грімм, німецький філолог, брат Якоба Грімма. Брати Грімм — представники Гейдельберзької школи, найбільш відомі за публікацію збірок казок і працями в галузі мовознавства.
- 1866 — Василь Тарновський (старший), український етнограф, історик права, громадський діяч.
- 1897 — Альфонс Доде, французький романіст і драматург.
- 1907 — Асаї Тю, японський художник.
- 1914 — Іван Зайц, хорватський композитор, диригент і педагог.
- 1921 — Каміль Сен-Санс, французький композитор, органіст і піаніст, музичний критик.
- 1965 — Сомерсет Моем, англійський письменник, драматург, критик.
- 1971 — Лев Ґец, український (галицький) художник, графік, вояк Легіону УСС (1914-1918), стрілець УГА (1918), директор музею «Лемківщина» (1931—1944).
- 1979 — Макс Гельман, український скульптор і педагог.
- 1989 — Сільвана Мангано, італійська акторка та модель.
- 2003 — Василь Колосюк, український будівельник, раціоналізатор, наставник молоді.